# Valkyrie Apocalypse
Valkyrie Apocalypse (終末のワルキューレ, Shūmatsu no Warukyūre), sous titré Record of Ragnarok, est un seinen manga scénarisé par Shinya Umemura et Takumi Fukui et dessiné par Ajichika, prépublié dans le magazine Monthly Comic Zenon depuis novembre 2017 et publié par Coamix (au départ également par Tokuma Shoten) en volumes reliés depuis mai 2018. La version française est éditée par Ki-oon depuis septembre 2019.
Une série dérivée intitulée Valkyrie Apocalypse – La Légende de Lü Bu (終末のワルキューレ異聞 呂布奉先飛将伝, Shūmatsu no Valkyrie: Ryo Fu Hō Sen Hishōden) créée par Takeo Ono est prépubliée dans le Monthly Comic Zenon entre octobre 2019 et novembre 2022 et publiée en un total de sept volumes reliés. La version française est publiée par Ki-oon avec un premier volume prévu pour le 4 janvier 2024.
Une adaptation en série d'animation produite par le studio Graphinica est sortie en juin 2021 sur Netflix.

## Synopsis
Tous les mille ans, l'ensemble des dieux, tous panthéons réunis, se réunissent au Valhalla, le paradis des âmes, lors d'une assemblée présidée par Zeus, le dieu suprême grec, afin de décider du sort des humains. Or, cette année-là, il est décidé à la quasi-unanimité de détruire l'humanité. Mais la Valkyrie Brunehilde interrompt la conférence et propose aux dieux de se mesurer aux mortels lors du tournoi de Ragnarök, pour déterminer s'ils valent vraiment la peine d'être anéantis. Ce tournoi opposera 13 dieux issus de diverses mythologies à 13 puissants humains qui ont fait l'histoire. Si l'humanité remporte au moins 7 des 13 duels, alors les dieux épargneront l'humanité.
Mais face aux aptitudes hors normes de dieux tels que Zeus, Poséidon ou Shiva, les représentants humains devront se surpasser pour espérer avoir une chance de gagner. Pour cela, ils peuvent compter sur l'aide des Valkyries. Par le principe du Volund, chacune des 13 sœurs fusionnera avec un des 13 mortels combattants et prendra pour lui la forme d'une arme capable de blesser les dieux. C'est ainsi que les dieux se rendront compte au fil du tournoi que les humains ne sont pas aussi faibles qu'ils le pensaient.

## Personnages

### Valkyries
- Brunehilde (ブリュンヒルデ, Buryunhirude?)

Voix japonaise : Miyuki Sawashiro, voix française : Marie Chevalot
Brunehilde est l'aînée des Treize Sœurs Valkyries, et également la plus déterminée d'entre elles. Elle est celle qui a déclenché le tournoi de Ragnarök pour sauver l'humanité, et semble très froide de caractère, n'hésitant pas à sacrifier chacune de ses sœurs pour aider les combattants humains du tournoi, et prête à tous les sacrifices pour sauver l'humanité. Elle s'occupe de sélectionner le représentant humain pour chaque duel du tournoi. Dans les moments où elle se trouve seule dans sa chambre, elle se laisse souvent aller aux larmes face aux massacres de ses alliés, et montre qu'elle n'est pas aussi froide et insensible qu'elle l'affiche publiquement.
- Hrist (フリスト, Furisuto?)

Voix japonaise : , voix française : Isabelle Volpé
Hrist est la deuxième des Treize Sœurs Valkyries, et elle a combattu lors du troisième round de Ragnarök, en effectuant un Volund avec l'épéiste japonais Sasaki Kojirō. Hrist possède une personnalité bipolaire, reflétée par son nom qui signifie "celle qui tremble et celle qui fait trembler" : parfois elle tremble de peur et se montre douce et bienveillante, et parfois elle tremble de rage et apparaît violente et sanguinaire. Cela s'affiche dans le pouvoir de son Volund : quand l'arme qu'elle devient se brise en deux, chaque moitié devient une nouvelle arme, contenant chacune une des deux parties de sa personnalité.
- Thrúd (スルーズ, Surūzu?)

Thrúd est la troisième de Treize Sœurs Valkyries, ainsi que la plus musclée et la plus forte physiquement. Elle semble géante comparée aux humains et aux dieux, et le pouvoir de son Volund est de permettre à un individu d'exercer un plein contrôle sur ses muscles, pouvant par exemple faire passer l'ensemble de ses muscles dans une seule partie du corps. Elle a donc combattu au cinquième round de Ragnarök avec le rikishi Raiden Tameimon, dont la trop grande quantité de muscles, qui était autrefois une maladie, est ainsi devenue une dangereuse arme. Durant leur combat, Thrúd et Raiden sont tombés amoureux l'un de l'autre.
- Randgriz (ランドグリーズ, Randogurīzu?)

Voix japonaise : , voix française : Frédérique Marlot
Randgriz est la quatrième sœur Valkyrie, ainsi que l'une des plus douces et gentilles Valkyries. Elle a combattu avec le guerrier chinois Lü Bu au premier round du tournoi, devenant par le Volund une puissante lance pour lui. Son nom signifiant "la briseuse de bouclier", cette lance est capable de perforer et de détruire n'importe quelle protection, même s'il s'agit des Járngreipr, qui sont les gants divins de Thor.
- Geirölul (ゲイレルル, Geireruru?)

Geirölul est la cinquième sœur Valkyrie et c'est elle qui effectue un Volund avec le roi Leonidas I de Sparte lors du 9e combat du Ragnarok. Tout comme son partenaire humain, elle a un tempérament fort et n'apprécie pas du tout le comportement d'Apollon, leur adversaire, qui, après avoir entendu les soutiens de l'Einherjar protester contre lui pour son style de combat jugé trop évasif, a volontairement réduit la taille de l'arène, vexant de ce fait le combattant humain et la Valkyrie. Göll affirme elle-même que sa sœur aînée est trop orgueilleuse pour pouvoir supporter cet affront, et cette dernière déclare d'ailleurs à son humain qu'ils vont tuer Apollon. Pendant le combat, Geirölul se change en un bouclier qui prend plusieurs formes en fonction des besoins de son partenaire. Göll semblait très proche de cette grande soeur, tout comme avec Reginleif.
- Skalmöld (スカルモルド, Sukarumorudo?)

Skalmöld est la sixième des soeurs Valkyries et également la partenaire de Soji Okita qui se bat contre Susanno-no-Mikoto. Brunehilde explique que, grâce aux capacités de Skalmöld, Okita est capable de supporter son propre pouvoir, ce qu'on appelle "Onigo". La 6e Valkyrie concentre le passé, le présent et même le futur du samouraï, celui qu'il n'a pas connu étant emporté par sa maladie auparavant. Ainsi, Okita Souji réunit en lui toutes les compétences nécessaires pour vaincre un dieu. Skalmöld se définit elle-même comme la "Valkyrie qui suit l'âme de l'épéiste". En ce qui concerne sa personnalité, Skalmöld semble être douce et prévenante envers Okita tout en l'encourageant à donner son maximum. On la voit porter une sorte de qipao noir et blanc et elle est coiffée d'une longue tresse.
- Reginleif (レギンレイヴ, Reginreivu?)

Reginleif est la septième sœur Valkyrie, qui a effectué un Volund avec Adam, le père de l'humanité, pour combattre Zeus au deuxième round du tournoi de Ragnarök. On la voit pour la première fois sur le dos de Pégase avant de descendre vers Adam et lui prendre la main pour se métamorphoser, sous sa forme Volund, en poing américain. Elle apparaît toujours dans une tenue d'érudit médiéval, et semblait assez proche de Göll avant de mourir au combat.
- Göndul (ゴンドゥル, Gonduru?)

Göndul est la neuvième des Valkyries et la partenaire de Nikola Tesla. On la voit pour la première fois au moment où Brunehilde et Göll rencontrent le scientifique et après que l'aînée des Valkyries l'ait appelée. Elle porte une longue robe aux manches détachées avec des plumes à l'intérieur, sur sa tête, un chapeau un peu rond en haut et avec des pétales comme motifs, et autour de son corps flotte un tissu qui semble lui faire une paire d'ailes. Elle semble aimer la science comme Nikola Tesla et accepte de lui offrir son corps après que celui-ci le lui ait demandé, bien que Göll s'en soit offusquée. Sous sa forme Volund, elle devient une gigantesque armure composée de bobines Tesla. Elle est présentée comme calme, douce et bienveillante mais elle peut aussi révéler un côté plus sadique, notamment dans un chapitre bonus, où on la voit sous sa forme Volund électrocuter Thomas Edison et Galilée et même effrayer Belzébuth, l'adversaire de Tesla, de très loin.
- Alvitr (アルヴィト, Aruvit?)

Alvitr est la dixième des Valkyries. Elle est celle qui va accompagner l'empereur Qin Shi Huang dans son combat contre le roi des Enfers, Hadès. Elle est dotée d'un fort caractère comme on peut le voir lors de sa première apparition où elle reproche à Qin Shi Huang de l'avoir laissée attendre à l'entrée des humains dans l'arène et de ne pas avoir pratiqué le Volund avec elle. Mais en parallèle, elle est sensible et tombe sous le charme de l'empereur après que celui-ci l'ait prise dans ses bras. Sous sa forme de Volund, elle se change en épaulières puis plus tard en épée. En outre, Brunehilde ajoute qu'elle peut faire évoluer les compétences de Qin Shi Huang dans les arts martiaux à leur plus haut niveau. Bien qu'elle ait été au début réticente à faire équipe avec l'empereur, elle a fini par apprécier son partenaire et lui a permis de développer tout son potentiel.    
- Hlökk (フレック, Fu Rekku?)

Hlökk est la onzième des Treize Sœurs Valkyries. Elle apparaît comme une petite fille pré-pubère vraiment coquette qui se préoccupe beaucoup de son apparence, mais elle possède un caractère très agressif et arrogant, refusant de risquer sa vie comme ses autres sœurs et de participer au tournoi avec un humain, encore moins s'il s'agit de Jack l'Éventreur. Pour pouvoir combattre Héraclès au quatrième round de Ragnarök, ce dernier a dû effectuer avec elle un Volund de force, sur autorisation de Brunehilde. Hlökk a ainsi pris la forme de gants pour Jack l'Éventreur, et tout ce que ces gants touchent devient une arme dont la puissance largement amplifiée peut blesser les dieux.
- Radgridr ( ラズグリーズ, Razugurīzu)

Radgridr est la douzième des Valkyries et elle s'est associée à Simo Häyhä, le tireur d'élite le plus fort de toute l'humanité. Elle apparaît pour la première fois dans une forêt, cherchant son Einherjar. 
- Göll (ゲル, Geru?)

Voix japonaise : Tomoyo Kurosawa (en), voix française : Marie Nonnenmacher
Göll est la benjamine des Treize Sœurs Valkyries. Elle suit sa grande sœur Brunehilde partout où elle va, et tient à la soutenir du mieux qu'elle peut, depuis qu'elle connaît la vraie tristesse de sa sœur aînée face au tournoi de Ragnarök. Par rapport à Brunehilde, elle est plus sensible émotionnellement, et il lui arrive régulièrement d'avoir peur de ses grandes sœurs, surtout de Brunehilde et de Hrist. Elle n'a pas encore assisté un humain pour le tournoi, mais semble déterminée à risquer sa vie pour sauver l'humanité, sur influence de Brunehilde.

### Représentants humains
- Lü Bu (呂 布 奉先, Ryo Fu Hōsen?)

Voix japonaise : Tomokazu Seki, voix française : Frédéric Souterelle
Lü Bu était le plus puissant des guerriers chinois, et le meilleur combattant de la guerre de Trois Royaumes de Chine. Avec sa cruauté et son amour des sensations fortes, Brunehilde l'a choisi pour représenter l'humanité au premier round du tournoi de Ragnarök, pour intimider les dieux d'entrée de jeu. Lü Bu combattit Thor avec une lance issue du Volund de la Valkyrie Randgriz, capable de briser tout bouclier se trouvant sur son chemin. Lü Bu fit de plus preuve d'une force, d'une endurance, d'une vitesse et d'une agilité hors normes, notamment avec son cheval rouge, et avec sa technique de la Dévoreuse de Ciel si puissante qu'elle peut ouvrir une énorme fente dans les nuages du ciel.
- Adam (アダム, Adamu?)

Voix japonaise : Soma Saito, voix française : Bruno Méyère
Adam est le premier humain de l'histoire, reconnu techniquement comme le "Fichier n°000000000001". En tant que père de l'humanité, il affronte Zeus, le père du cosmos, lors du deuxième round de Ragnarök. Comme il a été créé à l'image des dieux, il possède des yeux spéciaux, les "Yeux du Seigneur", qui lui permettent de voir à l'avance toute technique de combat étant utilisée sur lui, même venant d'un dieu, pour pouvoir l'esquiver quelle que soit sa vitesse. Ses yeux lui permettent en outre de copier les techniques de combat qu'il a déjà vues, et de pouvoir les réutiliser, même si ça implique une légère transformation corporelle, comme ses doigts qui deviennent momentanément crochus quand il utilise une technique du Serpent.
- Sasaki Kojirō (佐々木 小次郎?)

Voix japonaise : Kazuhiro Yamaji (en), voix française : Bruno Magne
Sasaki Kojiro est réputé pour être « le plus grand perdant de l'histoire ». En effet, il n'a jamais gagné un combat de sa vie. Il possède cependant un excellent esprit combattif : rien qu'en analysant les mouvements, les pas, la fréquence respiratoire, le rythme cardiaque, la fréquence de battements de cils d'un individu, Kojiro peut se faire une image de cette personne dans son esprit, et en déduire ses capacités de combat. Quand il affronte cette personne, il peut compléter le répertoire de techniques de combat de l'image dans sa tête, et quand il est au repos, il peut simuler dans son esprit des combats contre les personnes dont il a modélisé l'image, jusqu'à être capable de les vaincre, ou éventuellement apprendre leurs techniques. Ainsi, même en mourant, il a simulé des combats contre tous les épéistes face auxquels il avait perdu dans sa vie, notamment Miyamoto Musashi ou Kamiizumi Nobutsuna, jusqu'à les surpasser et maîtriser leurs styles de combat. Il devint ainsi le plus puissant épéiste de l'histoire sans jamais gagner un combat. Kojiro affronta Poséidon, le dieu grec de la mer, lors du troisième round du tournoi de Ragnarök.
- Jack l'Éventreur (ジャック・ザ・リッパー, Jakku za Rippā?)

- Raiden Tameimon (雷電爲右エ門, Raiden Tameemon?)

- Bouddha (釈迦, Shaka?)

- Qin Shi Huang (秦始皇?)

- Simo Häyhä (シモ・ヘイヘ, Shimo Heihe?)

- Nikola Tesla

- Okita Sōji (沖田 総司?)

- Nostradamus

- Sakata Kintoki

- Grigori Raspoutine (グリゴリー・ラスプーチン, Gurigorī Rasupūchin?)

- Léonidas Ier de Sparte

### Dieux
Thor (トール, Tōru)
Voix japonaise : Hikaru Midorikawa, voix française : Arnaud Léonard
Armé de son redoutable marteau, il est le premier a combattre aux noms des dieux et affronte le général Lü Bû.
Zeus (ゼウス, Zeusu)
Voix japonaise : Wataru Takagi, voix française : Gérard Surugue
Zeus oblige Shiva à lui laisser sa place dans l'arène et affronte Adam lors du second combat.
Poséidon (ポセイドン)
Voix japonaise : Takahiro Sakurai, voix française : Sébastien Desjours
Poséidon combat lors du troisième tour et affronte le bretteur Kojiro Sasaki.
Héraclès (ヘラクレス, Herakuresu)
Héraclès entre dans l'arène pour le quatrième combat et affronte Jack l'éventreur dans une reproduction du Londres victorien.
Hermès
Voix japonaise : Junichi Suwabe, voix française : Benjamin Gasquet
Aphrodite
Voix japonaise : Rie Tanaka, voix française : Nathalie Bienaimé
Aphrodite ne participe pas au tournoi Ragnarök, cependant elle y assiste en qualité de spectatrice. Elle est accompagnée en permanence de deux serviteurs qui l'aident à porter son opulente poitrine.
Arès
Voix japonaise : Hinata Tadakoro, voix française : Philippe Roullier
Arès, qui est le dieu de la guerre et de l'art du combat, ne participe pas au tournoi Ragnarök. Cependant, il y assiste en tant que spectateur.
Shiva (シヴァ)
Voix japonaise : Tatsuhisa Suzuki (en), voix française : Julien Allouf
Bishamonten (毘沙門天)
Susanoo-no-Mikoto (スサノヲ, Susanoo)
Odin (オーディン, Ōdin)
Voix japonaise : Show Hayami
Loki (ロキ, Roki)
Voix japonaise : Yoshitsugu Matsuoka, voix française : Rémi Caillebot
Heimdall
Voix japonaise : Yukihiro Nozuyama (en), voix française : Patrice Baudrier
Heimdall ne participe pas au tournoi Ragnarök, mais il officie en tant qu'arbitre et commentateur.
Hugin et Munin
Voix japonaise : Taisuke Nakano (Huginn), Tomohiro Yamaguchi (Muninn)
Anubis
Apollon
Belzébuth

## Manga
Valkyrie Apocalypse est scénarisé par Shinya Umemura et Takumi Fukui et dessiné par Ajichika. Le manga commence sa prépublication dans le Monthly Comic Zenon le 25 novembre 2017. Les chapitres sont publiés au format tankōbon par Coamix (au départ également par Tokuma Shoten) avec un premier volume sorti le 19 mai 2018 et 25 volumes sortis au 18 juillet 2025.
Une série dérivée intitulée Valkyrie Apocalypse – La Légende de Lü Bu (終末のワルキューレ異聞 呂布奉先飛将伝, Shūmatsu no Valkyrie: Ryo Fu Hō Sen Hishōden) commence sa prépublication dans le Monthly Comic Zenon du 25 octobre 2019 au 25 novembre 2022. Les chapitres sont publiés au format tankōbon pour un total de 7 volumes sortis entre le 19 mai 2018 et le 20 décembre 2022.

### Liste des volumes

#### Valkyrie Apocalypse
| no                                                                                             | Japonais          | Japonais          | Français          | Français          |
| no                                                                                             | Date de sortie    | ISBN              | Date de sortie    | ISBN              |
| ---------------------------------------------------------------------------------------------- | ----------------- | ----------------- | ----------------- | ----------------- |
| 1                                                                                              | 19 mai 2018       | 978-4-19-980495-3 | 5 septembre 2019  | 979-10-327-0481-3 |
| 2                                                                                              | 20 septembre 2018 | 978-4-19-980517-2 | 7 novembre 2019   | 979-10-327-0503-2 |
| 3                                                                                              | 20 mars 2019      | 978-4-19-980557-8 | 6 février 2020    | 979-10-327-0568-1 |
| 4                                                                                              | 20 juillet 2019   | 978-4-19-980581-3 | 28 mai 2020       | 979-10-327-0625-1 |
| 5                                                                                              | 20 novembre 2019  | 978-4-19-980603-2 | 2 juillet 2020    | 979-10-327-0644-2 |
| 6                                                                                              | 20 avril 2020     | 978-4-86720-119-0 | 5 novembre 2020   | 979-10-327-0674-9 |
| 7                                                                                              | 19 juin 2020      | 978-4-86720-155-8 | 18 février 2021   | 979-10-327-0753-1 |
| 8                                                                                              | 19 septembre 2020 | 978-4-86720-168-8 | 17 juin 2021      | 979-10-327-0807-1 |
| 9                                                                                              | 19 décembre 2020  | 978-4-86720-187-9 | 21 octobre 2021   | 979-10-327-1014-2 |
| 10                                                                                             | 18 mars 2021      | 978-4-86720-204-3 | 10 février 2022   | 979-10-327-1089-0 |
| 11                                                                                             | 18 juin 2021      | 978-4-86720-240-1 | 7 avril 2022      | 979-10-327-1118-7 |
| 12                                                                                             | 18 septembre 2021 | 978-4-86720-263-0 | 2 juin 2022       | 979-10-327-1135-4 |
| 13                                                                                             | 20 décembre 2021  | 978-4-86720-285-2 | 25 août 2022      | 979-10-327-1197-2 |
| 14                                                                                             | 19 mars 2022      | 978-4-86720-316-3 | 3 novembre 2022   | 979-10-327-1248-1 |
| 15                                                                                             | 20 juin 2022      | 978-4-86720-389-7 | 2 février 2023    | 979-10-327-1275-7 |
| Extra : Au Japon, le tome 15 est également sorti en édition spéciale (ISBN 978-4-86720-390-3). |                   |                   |                   |                   |
| 16                                                                                             | 20 septembre 2022 | 978-4-86720-415-3 | 1er juin 2023     | 979-10-327-1326-6 |
| Extra : Au Japon, le tome 16 est également sorti en édition spéciale (ISBN 978-4-86720-416-0). |                   |                   |                   |                   |
| 17                                                                                             | 20 décembre 2022  | 978-4-86720-446-7 | 7 septembre 2023  | 979-10-327-1359-4 |
| Extra : Au Japon, le tome 17 est également sorti en édition spéciale (ISBN 978-4-86720-447-4). |                   |                   |                   |                   |
| 18                                                                                             | 20 mars 2023      | 978-4-86720-480-1 | 4 janvier 2024    | 979-10-327-1649-6 |
| Extra : Au Japon, le tome 18 est également sorti en édition spéciale (ISBN 978-4-86720-481-8). |                   |                   |                   |                   |
| 19                                                                                             | 20 juillet 2023   | 978-4-86720-522-8 | 7 mars 2024       | 979-10-327-1652-6 |
| Extra : Au Japon, le tome 19 est également sorti en édition spéciale (ISBN 978-4-86720-523-5). |                   |                   |                   |                   |
| 20                                                                                             | 20 novembre 2023  | 978-4-86720-585-3 | 6 juin 2024       | 979-10-327-1654-0 |
| Extra : Au Japon, le tome 20 est également sorti en édition spéciale (ISBN 978-4-86720-586-0). |                   |                   |                   |                   |
| 21                                                                                             | 19 mars 2024      | 978-4-86720-626-3 | 19 septembre 2024 | 979-10-327-1656-4 |
| 22                                                                                             | 20 juillet 2024   | 978-4-86720-671-3 | 6 février 2025    | 979-10-327-1943-5 |
| 23                                                                                             | 20 novembre 2024  | 978-4-86720-701-7 | 3 avril 2025      | 979-1032719671    |
| 24                                                                                             | 19 mars 2025      | 978-4-86720-748-2 |                   |                   |
| 25                                                                                             | 18 juillet 2025   | 978-4-86720-787-1 |                   |                   |

#### Valkyrie Apocalypse – La Légende de Lü Bu
| no | Japonais          | Japonais          | Français        | Français          |
| no | Date de sortie    | ISBN              | Date de sortie  | ISBN              |
| -- | ----------------- | ----------------- | --------------- | ----------------- |
| 1  | 20 avril 2020     | 978-4-86-720120-6 | 4 janvier 2024  | 979-10-327-1658-8 |
| 2  | 19 septembre 2020 | 978-4-86-720169-5 | 18 avril 2024   | 979-10-327-1659-5 |
| 3  | 19 décembre 2020  | 978-4-86-720188-6 | 29 août 2024    | 979-10-327-1660-1 |
| 4  | 18 juin 2021      | 978-4-86-720243-2 | 5 décembre 2024 | 979-10-327-1661-8 |
| 5  | 20 décembre 2021  | 978-4-86-720286-9 | 20 mars 2025    | 979-10-327-1951-0 |
| 6  | 20 juin 2022      | 978-4-86-720391-0 | 5 juin 2025     | 979-10-327-1952-7 |
| 7  | 20 décembre 2022  | 978-4-86-720448-1 |                 |                   |

#### Jack the Ripper no Jikenbo
| no | Japonais         | Japonais          |
| no | Date de sortie   | ISBN              |
| -- | ---------------- | ----------------- |
| 1  | 20 mars 2023     | 978-4-86720-480-1 |
| 2  | 20 juillet 2023  | 978-4-86720-524-2 |
| 3  | 20 novembre 2023 | 978-4-86720-587-7 |
| 4  | 19 mars 2024     | 978-4-86720-627-0 |
| 5  | 20 juillet 2024  | 978-4-86720-666-9 |
| 6  | 20 novembre 2024 | 978-4-86720-700-0 |
| 7  | 19 mars 2025     | 978-4-86720-747-5 |
| 8  | 18 juillet 2025  | 978-4-86720-780-2 |

## Série d'animation
En décembre 2020, une adaptation du manga en série d'animation produite par Warner Bros. Japan et animée par Graphinica est annoncée. Elle est réalisée par Masao Ōkubo, avec une composition de série de Kazuyuki Fudeyasu, un chara design de Masaki Saito et une musique de Yasuharu Takanashi. La série est licenciée par Netflix et une première saison de douze épisodes sort sur la plateforme le 17 juin 2021,,. Le générique d'ouverture, Kamigami (KAMIGAMI-神噛-), est interprété par Maximum the Hormone et le générique de fin, Fukahi (不可避), par SymaG.
Une deuxième saison est annoncée en août 2021,. Elle est produite par Graphinica en collaboration avec Yumeta Company et scénarisée par Yuka Yamada et Fudeyasu. Les dix premiers épisodes sont diffusés le 26 janvier 2023 et les cinq derniers le 12 juillet 2023 sur Netflix,. Le générique d'ouverture, Rūdo Rūzu Dansu (ルードルーズダンス), est interprété par Minami, tandis que le générique de fin, Inori (祈), est interprété par Masatoshi Ono (en).

### Liste des épisodes
Saison 1
| No | Titre en français                           | Titre original                                         | Date de 1re diffusion |
| -- | ------------------------------------------- | ------------------------------------------------------ | --------------------- |
| 1  | Ragnarok                                    | ラグナロク Ragunaroku                                  | 17 juin 2021          |
| 2  | Un adversaire à la hauteur                  | 好敵手 Kōtekishu                                       | 17 juin 2021          |
| 3  | Coup de maître                              | 必殺技 Hissatsu Waza                                   | 17 juin 2021          |
| 4  | Joie                                        | 歓喜 Kanki                                             | 17 juin 2021          |
| 5  | Le fichier no 00000000001                   | File No.00000000001                                    | 17 juin 2021          |
| 6  | Émulation au sommet                         | 華麗なる模倣 Karei Naru Mohō                           | 17 juin 2021          |
| 7  | Chassés du paradis                          | 楽園追放 Rakuen Tsuihō                                 | 17 juin 2021          |
| 8  | Que la grâce abonde                         | あふれる愛 Afureru Ai                                  | 17 juin 2021          |
| 9  | Le tyran des océans                         | 大海の暴君 Taikai no Bōkun                             | 17 juin 2021          |
| 10 | Le plus grand des perdants                  | 最強の敗者 Saikyō no Haisha                            | 17 juin 2021          |
| 11 | L'hirondelle plonge son regard dans l'abîme | 燕が見た深淵 Tsubame ga Mita Shin'en                   | 17 juin 2021          |
| 12 | Le Ragnarok continue                        | そしてラグナロクはつづく Soshite Ragunaroku wa Tsuzuku | 17 juin 2021          |

Saison 2
| No | Titre en français                         | Titre original                             | Date de 1re diffusion              |
| -- | ----------------------------------------- | ------------------------------------------ | ---------------------------------- |
| 1  | Le bien contre le mal                     | 正義VS悪! Seigi VS Aku!                    | 26 janvier 2023 15 avril 2023 (TV) |
| 2  | L'indomptable dieu de la guerre           | 不屈の闘神 Fukutsu no Tōshin               | 26 janvier 2023                    |
| 3  | Naissance d'un monstre                    | 怪物の誕生 Kaibutsu no Tanjō               | 26 janvier 2023                    |
| 4  | Le dernier supplice                       | 最後の御業 Saigo no Miwaza                 | 26 janvier 2023                    |
| 5  | Requiem                                   | 鎮魂 Chinkon                               | 26 janvier 2023                    |
| 6  | Motivations contradictoires               | それぞれの思惑 Sorezore no Omowaku         | 26 janvier 2023                    |
| 7  | Les cent lianes de protection             | 百閉 Hyakuhei                              | 26 janvier 2023                    |
| 8  | Le sommet des 1 116                       | 1116の天辺 1116 no Teppen                  | 26 janvier 2023                    |
| 9  | Résonance                                 | 共鳴 Kyōmei                                | 26 janvier 2023                    |
| 10 | Le bord                                   | 崖っぷち Gakeppuchi                        | 26 janvier 2023                    |
| 11 | Le sixième combat                         | 第６回戦 Dai 6-kaisen                      | 12 juillet 2023                    |
| 12 | Zéro                                      | 零 Rei                                     | 12 juillet 2023                    |
| 13 | La puberté la plus violente de l'histoire | 史上最強の思春期 Shijō Saikyō no Shishunki | 12 juillet 2023                    |
| 14 | Légende de l'au-delà                      | 冥界の伝説 Meikai no Densetsu              | 12 juillet 2023                    |
| 15 | La voie de la lumière                     | 光の道 Hikari no Michi                     | 12 juillet 2023                    |

## Accueil
Valkyrie Apocalypse est classée 5e du Kono Manga ga sugoi! 2019 des 20 meilleurs mangas pour les lecteurs masculins. La série est également classée 5e des « Bandes dessinées recommandées par les employés de la librairie nationale de 2018 » puis 12e du même classement en 2020. En 2019, le manga atteint la 20e place du 5e prix manga Tsugi ni Kuru dans la catégorie imprimés.
En octobre 2020, Rajan Zed, le président de la Société universelle de l'hindouisme, adresse un communiqué à Coamix, critiquant la représentation des divinités hindoues dans le manga et exhorte la compagnie à « ne pas trivialiser Shiva et d'autres dieux et déesses hindoues hautement vénérées dans ses publications manga ».

### Œuvres
Édition française
1. 1 2  (fr) « Valkyrie Apocalypse T01 », sur Ki-oon (consulté le 11 juin 2021)
2. 1 2  (fr) « Valkyrie Apocalypse T02 », sur Ki-oon (consulté le 11 juin 2021)
3. 1 2  (fr) « Valkyrie Apocalypse T03 », sur Ki-oon (consulté le 11 juin 2021)
4. 1 2  (fr) « Valkyrie Apocalypse T04 », sur Ki-oon (consulté le 11 juin 2021)
5. 1 2  (fr) « Valkyrie Apocalypse T05 », sur Ki-oon (consulté le 11 juin 2021)
6. 1 2  (fr) « Valkyrie Apocalypse T06 », sur Ki-oon (consulté le 11 juin 2021)
7. 1 2  (fr) « Valkyrie Apocalypse T07 », sur Ki-oon (consulté le 11 juin 2021)
8. 1 2  (fr) « Valkyrie Apocalypse T08 », sur Ki-oon (consulté le 11 juin 2021)
9. 1 2  (fr) « Valkyrie Apocalypse T09 », sur Ki-oon (consulté le 7 octobre 2021)
10. 1 2  (fr) « Valkyrie Apocalypse T10 », sur Ki-oon (consulté le 19 mars 2022)
11. 1 2  (fr) « Valkyrie Apocakypse T11 », sur Ki-oon (consulté le 31 mars 2022)
12. 1 2  (fr) « Valkyrie Apocakypse T12 », sur Ki-oon (consulté le 9 juillet 2022)
13. 1 2  (fr) « Valkyrie Apocakypse T13 », sur Ki-oon (consulté le 28 décembre 2022)
14. 1 2  (fr) « Valkyrie Apocakypse T14 », sur Ki-oon (consulté le 28 décembre 2022)
15. 1 2  (fr) « Valkyrie Apocakypse T15 », sur Ki-oon (consulté le 28 mars 2023)
16. 1 2  (fr) « Valkyrie Apocakypse T16 », sur Ki-oon (consulté le 24 juillet 2023)
17. 1 2  (fr) « Valkyrie Apocakypse T17 », sur Ki-oon (consulté le 3 février 2024)
18. 1 2  (fr) « Valkyrie Apocakypse T18 », sur Ki-oon (consulté le 26 avril 2024)
19. 1 2  (fr) « Valkyrie Apocakypse T19 », sur Ki-oon (consulté le 26 avril 2024)
20. 1 2  (fr) « Valkyrie Apocakypse T20 », sur Ki-oon (consulté le 20 juillet 2024)
21. 1 2  (fr) « Valkyrie Apocakypse T21 », sur Ki-oon (consulté le 20 novembre 2024)
22. 1 2  (fr) « Valkyrie Apocakypse T22 », sur Ki-oon (consulté le 19 mars 2025)